# 金澤大輔
金澤 大輔（かなざわ だいすけ、1980年9月4日 - ）は、日本の実業家。2015年株式会社オプト代表取締役社長CEO、2021年株式会社デジタルホールディングス取締役グループCOO。2024年株式会社デジタルホールディングス取締役兼株式会社オプト代表取締役社長。2025年株式会社デジタルホールディングス代表取締役社長。

## 略歴・人物
- 1980年埼玉県生まれ。川越東高等学校、神奈川大学経済学部卒業。大学卒業後、テレビ番組制作会社に入社。
- 2005年９月 ㈱オプト（現在の㈱デジタルホールディングス） 入社
- 2008年１月 ㈱オプト 営業部部長
- 2013年４月 ㈱オプト 執行役員
- 2015年４月 ㈱オプト 代表取締役社長CEO
- 2017年４月 ㈱デジタルホールディングス 上席執行役員
- 2019年４月 ㈱デジタルホールディングス グループ執行役員
- 2020年４月 ㈱オプトデジタル（現㈱リテイギ） 取締役
- 2020年10月 ㈱RePharmacy 取締役
- 2021年３月 ㈱デジタルホールディングス 取締役グループCOO
- 2024年３月 ㈱デジタルホールディングス 取締役 兼 ㈱オプト代表取締役社長 CEO
- 2025年４月 ㈱デジタルホールディングス 代表取締役社長 兼 ㈱オプト代表取締役社長 CEO〈現任〉[2]